# Islanda ai XXIV Giochi olimpici invernali
L'Islanda ha partecipato ai XXIV Giochi olimpici invernali, che si sono svolti dal 4 al 20 febbraio 2022 a Pechino in Cina, con una delegazione composta da 5 atleti. La fondista Kristrún Guðnadóttir e lo sciatore alpino Sturla Snær Snorrason sono stati i portabandiera durante la cerimonia di apertura.

## Delegazione
| Sport        | Uomini | Donne | Totale |
| ------------ | ------ | ----- | ------ |
| Sci alpino   | 1      | 1     | 2      |
| Sci di fondo | 2      | 1     | 3      |
| Totale       | 3      | 2     | 5      |

## Risultati

### Sci alpino
| Atleta                          | Evento                    | Tempo              | Tempo              | Tempo              | Posizione |
| Atleta                          | Evento                    | 1ª manche          | 2ª manche          | Totale             | Posizione |
| ------------------------------- | ------------------------- | ------------------ | ------------------ | ------------------ | --------- |
| Sturla Snær Snorrason           | Slalom speciale maschile  |                    |                    |                    |           |
| Sturla Snær Snorrason           | Slalom gigante maschile   |                    |                    |                    |           |
| Hólmfríður Dóra Friðgeirsdóttir | Slalom speciale femminile | 57"39              | 56"48              | 1'53"87            | 38ª       |
| Hólmfríður Dóra Friðgeirsdóttir | Slalom gigante femminile  | DNF                | DNF                | DNF                | DNF       |
| Hólmfríður Dóra Friðgeirsdóttir | Evento                    | Tempo unica manche | Tempo unica manche | Tempo unica manche | Posizione |
| Hólmfríður Dóra Friðgeirsdóttir | Supergigante femminile    | 1'17"41            | 1'17"41            | 1'17"41            | 32ª       |

### Sci di fondo
| Atleta                 | Evento             | Qualificazioni | Qualificazioni | Quarti di finale | Quarti di finale | Semifinali      | Semifinali      | Finale          | Finale          |
| Atleta                 | Evento             | Tempo          | Pos.           | Tempo            | Pos.             | Tempo           | Pos.            | Tempo           | Pos.            |
| ---------------------- | ------------------ | -------------- | -------------- | ---------------- | ---------------- | --------------- | --------------- | --------------- | --------------- |
| Isak Stianson Pedersen | Sprint maschile    | 3'11"95        | 78º            | Non qualificato  | Non qualificato  | Non qualificato | Non qualificato | Non qualificato | Non qualificato |
| Kristrún Guðnadóttir   | Sprint femminile   | 3'49"59        | 74ª            | Non qualificata  | Non qualificata  | Non qualificata | Non qualificata | Non qualificata | Non qualificata |
| Atleta                 | Evento             | Tempo          | Tempo          | Tempo            | Distacco         | Distacco        | Distacco        | Posizione       | Posizione       |
| Snorri Einarsson       | Skiathlon maschile | 1h22'50"1      | 1h22'50"1      | 1h22'50"1        | +6'40"3          | +6'40"3         | +6'40"3         | 29º             | 29º             |